# Herb gminy Rypin
Herb gminy Rypin – jeden z symboli gminy Rypin, autorstwa Krzysztofa Mikulskiego i Lecha-Tadeusza Karczewskiego ustanowiony 17 września 2013.

## Wygląd i symbolika
Herb przedstawia na tarczy koloru czerwonego złoty drewniany mur z wieżą, a pod nim srebrną chustę (godło z herbu Nałęcz).